# El pozo de la muerte
El pozo de la muerte es una novela escrita por Lincoln Child y Douglas Preston publicada originalmente en 1998 por Warner Books y por Plaza & Janés en España. La traducción estuvo a cargo de Susana Contreras.
La novela es pura ficción pero está basada en la leyenda de la Isla del Roble y su pozo del dinero.
No existe ninguna isla llamada Ragged en la costa de Maine.
El pozo de la muerte es la única novela de Preston & Child sin ninguna conexión con el resto de sus obras.

## Argumento
El prólogo comienza en 1971, cuando el protagonista de la novela, Malin Hatch, es todavía un niño que junto a su hermano mayor, Johnny Hatch, decide explorar Ragged Island, una isla cercana a su casa a la que tienen prohibido ir. Una vez allí ocurre un terrible accidente.
25 años después, el ahora doctor Malin Hatch se une de forma reticente a la excavación que el buscador de tesoros Gerard Neidelman está llevando a cabo en la isla en busca de un tesoro que el sanguinario pirata Red Ned enterró en su pozo.
Pero a pesar de toda la tecnología con la que cuentan, los planes se tuercen: misteriosos accidentes, problemas con las computadoras, miembros del equipo cayendo enfermos y el macabro descubrimiento de que en el suelo de la isla hay multitud de tumbas de piratas.

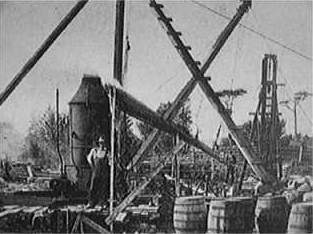
El pozo de la Isla del Roble

## Recepción
La novela hace un uso inteligente de la leyenda y de la ciencia (incluida la criptografía) en el evocador paisaje de la costa de Maine: una excitante lectura de verano.

—Reseña de Publishers Weekly

## Película
Douglas Preston habló de una posible adaptación en 2003, pero nada más se ha sabido hasta la fecha.
En 2014, History Channel produjo una telerrealidad titulada La maldición de Oak Island sobre la leyenda en la que se basa la novela.